# De politie op je hielen!
De politie op je hielen! is een Nederlands televisieprogramma waarin meerdere Britse realityseries over politiewerk in het Verenigd Koninkrijk worden heruitgezonden.
Veelal worden afleveringen van Road Wars uitgezonden. Deze serie werd van 2003 tot 2010 in zeven seizoenen met in totaal 88 afleveringen oorspronkelijk uitgezonden op Sky1 van Sky plc.
Maar ook worden afleveringen van Police Interceptors gebruikt. Het betreft een serie die in april 2017 aan het twaalfde seizoen was, met van 2008 tot dan 139 afleveringen. Deze serie werd oorspronkelijk uitgezonden op het Britse Channel 5 van Viacom International Media Networks.
Beide series werden origineel bedacht door Steve Warr en Bill Rudgard en gerealiseerd door hun productiehuis Raw Cut TV.
In Nederland wordt de gecombineerde serie uitgezonden op RTL 7.